# Doktor Glas
Doktor Glas (Originaltitel: Dr. Glas) ist ein dänischer Spielfilm der schwedischen Regisseurin Mai Zetterling aus dem Jahr 1968. Das Drehbuch verfasste sie selbst zusammen mit David Hughes. Es beruht auf dem gleichnamigen Roman des schwedischen Schriftstellers Hjalmar Söderberg. Die Hauptrollen sind mit Per Oscarsson,  Lone Hertz und Ulf Palme besetzt. Im Produktionsland kam der Film das erste Mal am 12. Juni 1968 in die Kinos, in der Bundesrepublik Deutschland am 24. September 1968.

## Handlung
Elegische Rückschau eines Arztes: Dr. Glas, im modernen Stockholm mit Todesahnungen umherirrend, erinnert sich, wie er in seiner Jugend einst den perfekten Mord beging: Er, dem es etwa ein Gräuel ist, Abtreibungen vorzunehmen, der in seiner Praxis stets davon spricht, dass es seine Aufgabe als Arzt ist, Leben zu erhalten, ist alsbald bereit, den Pastor des Dorfes vom Leben zum Tode zu befördern, als die Pfarrersfrau ihn um Hilfe angeht. Die Frau erzählt, sie könne ihren Mann nicht ausstehen, und um ihr zu helfen und weil er sie liebt, bringt Dr. Glas den Theologen um. Nur wird ihm die Belohnung seiner Wünsche vorenthalten; denn die Ehefrau hat sich leider schon mit einem Anderen getröstet.

## Kritik
Der Evangelische Film-Beobachter zieht folgendes Fazit: „Der Film […] befaßt sich in sensiblem Stilempfinden mit dem Töten und mit sexuellen Wunschbildern. Sicherlich das Gegenteil eines christlichen Filmes, aber ein Kunstwerk, das zur Auseinandersetzung anregen kann. Ab 18.“  Eine zwiespältige Meinung von dem Streifen hat dagegen das Lexikon des Internationalen Films: „Anhand einer Spielhandlung diskutiert […] Mai Zetterling auf engagierte, zum Teil polemische und provokative Weise die ethischen Implikationen der Euthanasie.“ Die Filmbewertungsstelle Wiesbaden erteilte dem Streifen das Prädikat „Wertvoll“.

## Weblink
- Doktor Glas bei IMDb